# دلیله ۵۶۰
سیارک ۵۶۰ (به انگلیسی: 560 Delila، نامگذاری:1905QF) پانصد و شصتمین سیارک کشف شده‌است که در ۱۳ مارس ۱۹۰۵ و در هایدلبرگ کشف شد.
قدر مطلق سیارک برابر ۱۰٫۶۰ است.